# 2055 Dvořák
2055 Dvořák eller 1974 DB är en asteroid i huvudbältet som korsar Mars omloppsbana. Den upptäcktes 19 februari 1974 av den tjeckiske astronomen Luboš Kohoutek vid Bergedorf-observatoriet. Den har fått sitt namn efter kompositören Antonín Dvořák.